# Хосе Альварес де Бооркес
Хосе Альварес де Бооркес (ісп. José Álvarez de Bohórquez, 23 березня 1895 — 27 лютого 1993) — іспанський вершник.
Олімпійський чемпіон 1928 року в командному конкурі.